# شهرستان جاقسی
شهرستان جاقسی (به قزاقی: Жақсы ауданы، جاقسى اۋدانى) یک سکونتگاه مسکونی در قزاقستان است که در استان آق‌مولا واقع شده‌است.
واژه «جاقسی» به معنای «خوب» معادل قزاقی واژهٔ ترکی آذری «یاخشی» می باشد.

## خصوصیات
شهرستان جاقسی ۹٬۷۰۰ کیلومترمربع مساحت و ۲۰٬۳۳۰ نفر جمعیت دارد.